# María Barzola
María Barzola (siglo XX) fue una palliri, mujer que busca restos de mineral entre las rocas extraídas de la mina; y sindicalista boliviana asociada al sindicato Oficios Varios de Catavi, única organización sindical legal en esa época donde su Legado de su familia sigue , lo cual lleva el apellido de Gutiérrez  
Existe solo un documento oficial de su existencia. Se registra el nombre de María Barzola al final de la lista de caídos en la Masacre de Catavi del 21 de diciembre de 1942. Las narraciones la describen como una mujer alta y adulta. Tiempo después una cruz fue colocada en el lugar de la masacre.

## Influencia cultural
El decreto de nacionalización de las minas fue firmado el 31 de octubre de 1952 por Víctor Paz Estenssoro conmemorando la muerte de María Barzola y los caídos por la masacre de Catavi en el ahora llamado Campo María Barzola.
Un estadio ubicado en lleva su nombre así como una avenida en la ciudad de El Alto.
También, a razón de la mártir María Barzola, se instituyó el día del minero en Bolivia.
Durante las décadas de 1950 y 1960 un comando femenino del Movimiento Nacionalista Revolucionario tomó el nombre de Las Barzolas, el grupo fue identificado también como un grupo de choque que ejercía represión sobre movimientos sociales, razón por la que mujeres como Domitila Barrios  cuestionaron esta denominación que pasó a convertirse en sinónimo de infiltrada y vendida a intereses ajenos alos movimientos y reivindicaciones sociales.